# Stadio José do Rego Maciel
Lo stadio José do Rego Maciel (in portoghese  Estádio José do Rego Maciel), popolarmente noto come stadio do Arruda (in portoghese Estádio do Arruda), è uno stadio calcistico di Recife, in Brasile, con una capacità massima di 68 044 persone.
Porta il nome di José do Rego Maciel, avvocato, procuratore della Repubblica e politico brasiliano, già presidente del Santa Cruz.

## Storia

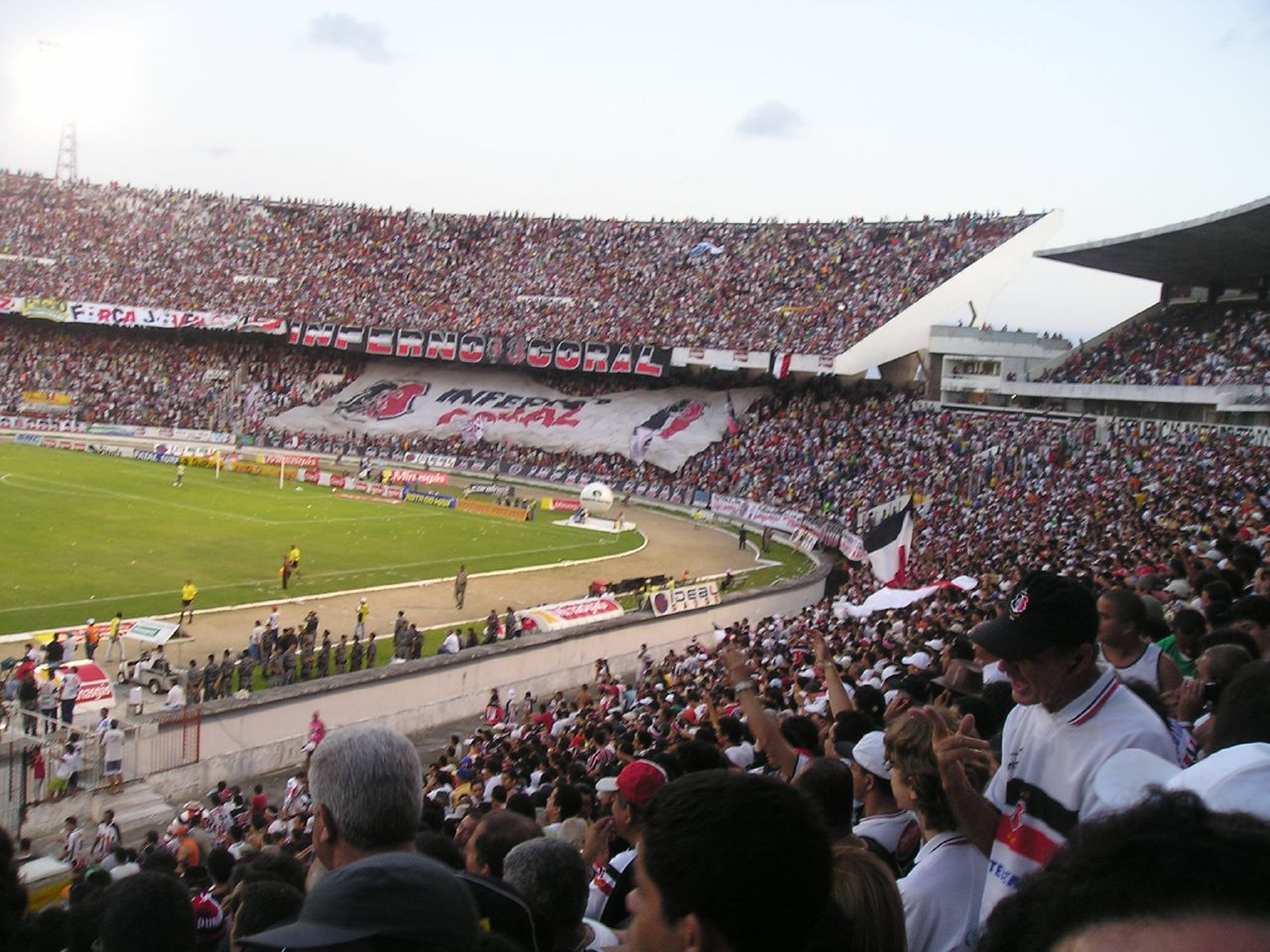
Vista dell'interno dello stadio

È stato inaugurato il 4 giugno 1972. Ha ospitato varie gare della fase finale del campionato brasiliano, ma ha raggiunto il record di pubblico il 15 marzo 1998 durante Sport-Náutico, con 80.203 spettatori. È stato uno degli impianti utilizzati durante la Copa América 1989 disputata in Brasile, durante la quale ha fatto da teatro a due incontri del Gruppo A; è inoltre uno degli stadi utilizzati dalla Nazionale di calcio brasiliana durante le qualificazioni al campionato mondiale di calcio.